# ICARUS (Konsortium)
ICARUS (International Centre for Archival Research) ist ein internationales Konsortium zur Unterstützung der Archivforschung und der Digitalisierung von Archiven. Es wurde im Jahr 2008 gegründet.
ICARUS hat die Rechtsform eines gemeinnützigen österreichischen Vereins mit Sitz in Wien. Ihm gehören etwa 180 Archive und Forschungsinstitute aus 37 Staaten an (34 in Europa, sowie USA, Kanada und Irak). Er ist auch Teil einer Allianz von 250 Institutionen aus 32 Ländern, die gemeinsam an der Etablierung des EU-Flagship-Projektes Time Machine arbeiten.
Im Juni 2023 feierte ICARUS in Klein-Mariazell sein 15-jähriges Bestehen.
Präsidentin ist Birgit Kibal vom Estnischen Nationalarchiv, Generalsekretär ist Thomas Aigner vom Diözesanarchiv St. Pölten.

## Selbstbeschreibung
Das ICARUS-Konsortium unterstützt Archive und anverwandte Institutionen bei dem Unterfangen, sich den Herausforderungen des digitalen Zeitalters zu stellen. Gemeinsam können so unter der Prämisse der Komplementarität jene Aufgaben bewältigt werden, die das digitale Zeitalter mit sich bringt [...]  Wichtig ist nicht nur, digitale Infrastrukturen aufzubauen und in Stand zu halten, sondern ebenso gemeinsame Standards und Strategien zu entwickeln.
Als spezielle Ziele verfolgt ICARUS:
- fachspezifische Expertise und Wissen auszutauschen
- zusätzliche Förderungsstrategien zu erarbeiten
- sowie digitale Inhalte zu generieren und voranzutreiben.

## Bisherige Projekte, Internet-Portale
Bisher wurden allein in Europa 16 EU-Projekte durchgeführt und 13 Millionen Euro als Forschungsmittel eingeworben.
Dadurch konnten 640.000 Urkunden und 26 Millionen Seiten aus Kirchenbüchern digitalisiert werden.
Sie sind in mehreren Portalen allgemein zugänglich, vor allem in matricula-online und in monasterium.net.